# FC Concordia Basel
FC Concordia Basel je fotbalový klub ze švýcarského města Basilej. Je účastníkem 2. Ligy Interregional, páté nejvyšší soutěže v zemi. Klub byl založen v roce 1907 v basilejské čtvrti Gundeldingen a pojmenován podle latinského výrazu Concordia (Svornost). Klubové barvy jsou modrá a bílá, domácí zápasy hraje na stadionu Rankhof.
V roce 1922 klub vyhrál Och Cup, předchůdce Švýcarského fotbalového poháru. O rok později postoupil do nejvyšší soutěže, kde strávil 11 sezón, v historické ligové tabulce je s 203 body na 34. místě. Nejlepším umístěním bylo 4. místo v jedné ze tří regionálních skupin (rok 1933), resp. 10. místo celkově (rok 1934). Při redukci počtu prvoligových týmů v roce 1935 Concordia sestoupila a pohybovala se mezi druhou a třetí nejvyšší ligou do roku 2009, kdy se z finančních důvodů rozhodla opustit profesionální fotbal a sestoupila do regionálních soutěží. V roce 2009 hrála ve čtvrtfinále poháru, když v osmifinále porazila Neuchatel Xamax 4:0. Působila jako farmářský klub FC Basel 1893.
Mezi odchovance klubu patří švýcarští reprezentanti Yann Sommer a Granit Xhaka. V roce 2008 do Concordie přišli reprezentanti KLDR Kim Kuk-jin a Pak Chol-ryong, kteří se tak stali prvními severokorejskými fotbalisty působícími v západní Evropě.